# 13th
13th is een cd-r / ep van de Canadese muziekgroep Arc. Het is uitgegeven door het kleine platenlabel Taâlem in Parijs. Voor de ep is een speciaal ontwerp gemaakt; het doosje is een kleine versie van de jewel case van normale compact discs. Het minialbum bevat twee tracks beide met ambientmuziek. Het album is er in twee versies, de oorspronkelijke en een heruitgave uit 2005, die een andere opdruk heeft.

## Musici
- Aidan Baker – gitaar, dwarsfluit, tape en elektronisch slagwerk
- Richard Baker – percussie, slagwerk
- Christopher Kukiel – djembe, tabla

## Composities
1. 13.1 (13:02)
2. 13.2 (7:01)